# Oxyurus roseus
Oxyurus roseus är en mångfotingart som beskrevs av Koch. Oxyurus roseus ingår i släktet Oxyurus och familjen Xystodesmidae. Inga underarter finns listade i Catalogue of Life.